# La llibertat guiant el poble
La llibertat guiant el poble (en francès, La Liberté guidant le peuple) és una obra del pintor francès Eugène Delacroix. Es tracta d'una pintura al·legòrica de la Revolució de Juliol de l'any 1830, pintada el mateix any, que tingué lloc a París on apareixen els diferents estaments que varen propiciar aquests fets. En primer terme hi apareix una representació al·legòrica de la llibertat, que duu un fusell amb una baioneta i una bandera francesa, la que es va reprendre a partir d'aquesta revolució. El quadre va ser pintat poc després dels fets i va ser adquirit pel monarca Lluís Felip I de França. Actualment està exposat al Museu del Louvre de París.

## Context històric
La llibertat guiant el poble representa les Tres Glorioses, les jornades (27, 28 i 29 de juliol de 1830) durant les quals hi va haver una sublevació popular, també coneguda com la Revolució francesa de Juliol, contra el rei Carles X de França. Aquesta revolta havia estat causada per la instauració, per part de Carles X, d'una sèrie de lleis repressores i lliberticides, per augmentar el seu poder personal, i a conseqüència de la revolta va ser substituït pel rei Lluís Felip I, en l'anomenada Monarquia de Juliol, que en principi havia de considerar més el poble. El període d'aquesta monarquia (1830-1848) va estar marcat pel desig dels ciutadans de voler ampliar el nombre de persones amb dret al vot i va acabar amb una altra revolta popular que va instaurar la Segona República Francesa, que va abolir l'esclavatge i va instaurar el sufragi universal masculí.
Eugène Delacroix pertanyia a una llarga línia de grans revolucionaris, que havia produït el "país de les revolucions", i pinta el quadre de manera contemporània als fets de la Revolució de Juliol. Com ell mateix escriu al seu germà, el 18 d'octubre de 1830, "si no he vençut per la Pàtria, almenys pintaré per a ella".

## Descripció

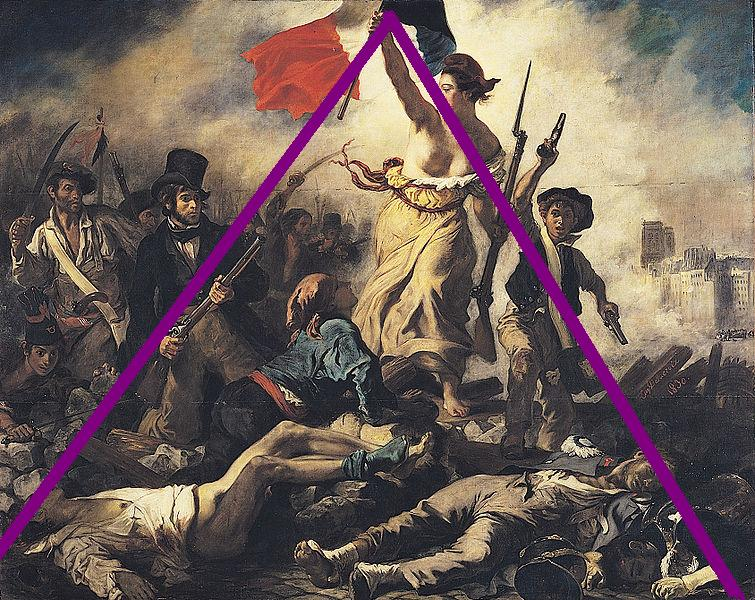
L'estructura del quadre és piramidal, de base la del quadre i vértex superior la mà que agafa la bandera

La pintura és de grans dimensions (3,25 m d'ample per 2,60 d'altura) i bastant imponent. La seva estructura és piramidal, amb la llibertat al vèrtex superior i els morts en combat a la base. Alguns hi veuen un paral·lelisme amb El rai de la Medusa, pintat onze anys abans per Théodore Géricault. Està plena de moviment, audàcia i vitalitat. Hom hi pot veure la unió del poble dels suburbis i de la burgesia revolucionària, representats per les dues persones dempeus situades, respectivament, a l'esquerra i a la dreta de la Llibertat, des del seu punt de vista, però també hi ha soldats de Carles X: un en primer pla, mort, i alguns a la batalla.
A la dreta hi ha alguns edificis típics parisencs del segle xix, d'entre els quals, per treure de dubtes l'espectador, hi sobresurt la catedral gòtica de Notre Dame, per mostrar que el fet passa a París. Aquests però, no corresponen a la perspectiva real que tenen des de la banda esquerra del riu, ni els edificis pintats són els que s'hi veurien. Delacroix no ha volgut copiar una perspectiva exacta sinó representar la ciutat i la catedral com a símbols. A la cantonada esquerra de la torre més propera de la catedral hi ha una petita bandera revolucionària. La signatura de Delacroix i l'any dels fets i del quadre estan en vermell sobre unes restes de fustes trencades, al quadre sota la ciutat de París però a la realitat que representa al primer pla, entre els morts i el nen que lluita al costat de la Llibertat.

### Personatges

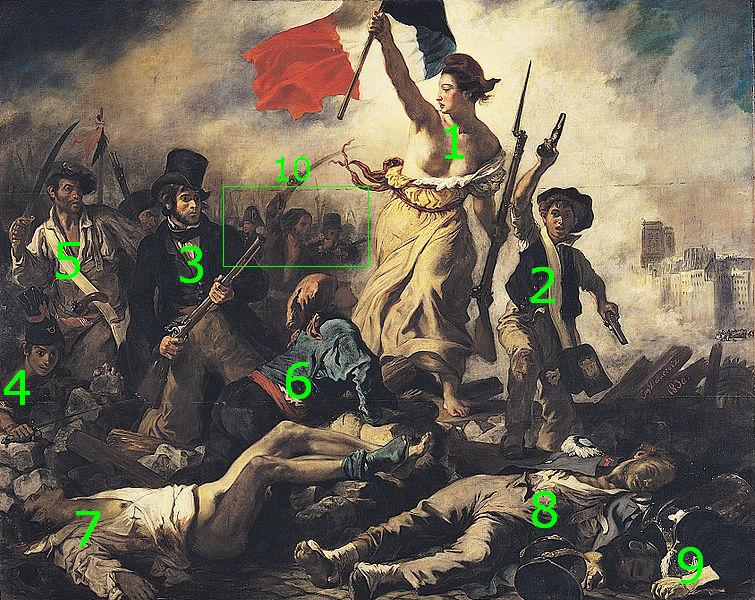
Personatges numerats en verd

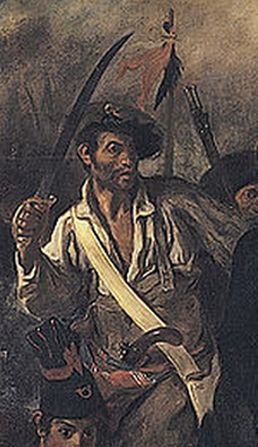
Obrer industrial amb el davantal de treball

1 - La protagonista és el personatge al·legòric de la Llibertat, una dona armada i que porta la bandera francesa, i que porta a més els atributs que l'identifiquen amb la Marianne (vegeu l'apartat "La llibertat Marianne"). Sobre aquest personatge, Théophile Thoré va dir "És una noia del poble? És el geni de la llibertat? [com el que hi ha per exemple, a la plaça de la Bastilla a París.] És ambdues coses? (...) La veritable al·legoria ha de tenir aquest doble caràcter d'ésser una figura vivent i un símbol." 
2 - La Llibertat va flanquejada, a la seva esquerra, per un noi jove armat amb dues pistoles. El barret que porta va ser instaurat com a propi dels estudiants el 1888, posteriorment, doncs, al quadre i, per tant, el noi no pot representar els universitaris com alguns poden pensar erròniament. Aquest personatge, que simbolitza la joventut revoltada per la injustícia i el sacrifici per les causes nobles, va inspirar l'escriptor també romàntic Victor Hugo per al seu personatge Gavroche, al llibre Els miserables que escriuria trenta anys més tard. Això representa una de les poques vegades que la literatura s'inspira de la pintura i no al revés.
3 - Però la Llibertat va igualment flanquejada, a la seva dreta, d'un altre personatge, amb levita i barret de copa, que representa la burgesia. Aquest personatge (Mario) apareix també a Els miserables de Victor Hugo, on és un fill d'aristòcrata, revolucionari i amic de Gavroche i del protagonista, que té alguns paral·lelismes amb Hugo, Jean Valjean. Alguns crítics havien proposat que el personatge burgès podria ser un autoretrat de Delacroix, però no se sap certament. També podria ser un dels seus amics. Porta un fusell de caça, que deu ser propi i no robat a la batalla, i va vestit a la moda burgesa de l'època, amb pantalons amples. La faixa de franel·la vermella és la pròpia dels artesans.
4 - A l'esquerra treu el cap un altre nen, que també s'ha sumat espontàniament a la batalla, i obre molt els ulls mentre s'enfila per les restes de la barricada, amb un barret de policia.
5 - Al seu costat, l'home amb un sabre és un obrer de la indústria, com indica el tipus de pantalons i de davantal que porta. El barret que porta té la insígnia blanca dels monàrquics, la veta vermella representa els liberals i la banderola porta-sabre és de les companyies d'elit d'infanteria, un model de 1816. A la cintura porta una pistola agafada amb un mocador vermell que evoca el Mocador de Cholet, que és un signe d'aliança entre Charette i els venedors.

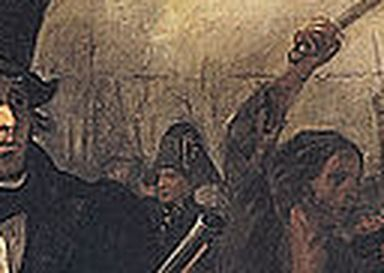
Al mig, a la batalla, es veu un barret dels estudiants de l'Escola Politècnica. Tot i que el barret és de tipus napoleònic, no és un soldat reial.

6 - Als peus de la llibertat, un lluitador moribund la mira fixament com dient-li que ha valgut la pena el sacrifici. El mocador al cap indica que és un jornaler. Aquest mocador té els tons del vestit de la Llibertat mentre que les altres peces de vestir que porta, camisa, armilla i faixa, són dels colors de la bandera republicana.
7 - Altres cadàvers a la base estan il·luminats per donar-los importància i el lloc d'honor que es mereixen en la llibertat aconseguida també gràcies a ells. El de l'esquerra, amb camisa blanca i sense pantaló, és, amb la Llibertat, la segona figura mítica, que es fa des d'antic i que és Hèctor, un personatge d'Homer.
8 - El cadàver de la dreta és un soldat del bàndol dels monàrquics, vestit amb l'uniforme de campanya contemporani.
9 - A la seva dreta, a la cantonada, es veu mig cos d'un altre cadàver, bocaterrosa, es tracta d'un soldat corasser amb xarreteres de color blanc, del bàndol monàrquic.
10 - Entre la Llibertat i el burgès s'esbossen algunes figures dins de la batalla: un destacament de granaders, vestits amb roba de camp i capota grisa, i els estudiants, entre els quals hi ha un enginyer politècnic que s'identifica pel seu barret bonapartista.

### Composició

Els afusellaments del 3 de maig, Goya, 1814

La composició és piramidal i descentrada, i té com a eix principal el que passa pel cos del moribund que es dirigeix a la llibertat. En aquest eix destaquen els colors de la nova bandera revolucionària, el blanc de la camisa d'un mort, el blau de la del moribund i detalls vermells d'aquest, abans d'arribar a la part superior de la llibertat. A cada banda de l'eix hi ha tres personatges principals i un element, la batalla o la ciutat. Es presenten asimetries que busquen la tensió. Totes les línies són obertes i diagonals. Les asimetries, els tocs de color i les diagonals són alguns aspectes que l'acosten a Goya, en especial en quadres com La càrrega dels mamelucs o molt més a Els afusellaments del tres de maig, i encara se'n veuran d'altres pel que fa a l'estil: ondulacions, pinzellades aïllades, clarobscurs, etc. La bandera, un dels elements més importants, no està sencera al quadre, sinó que surt fora del marc, aquest element és molt nou a l'època. La perspectiva s'aconsegueix per mitjà de plans superposats amb figures de mides diferents i menys detallades quan estan lluny, en comptes de les clàssiques línies emergents d'un focus d'un element que va del fons al primer pla. Així, l'horitzó podria ser la línia imaginària sobre els caps de la multitud a la batalla, a l'esquerra, o molt més lluny, sobre els edificis, a la dreta.

### Comparació ambEl rai de la Medusa

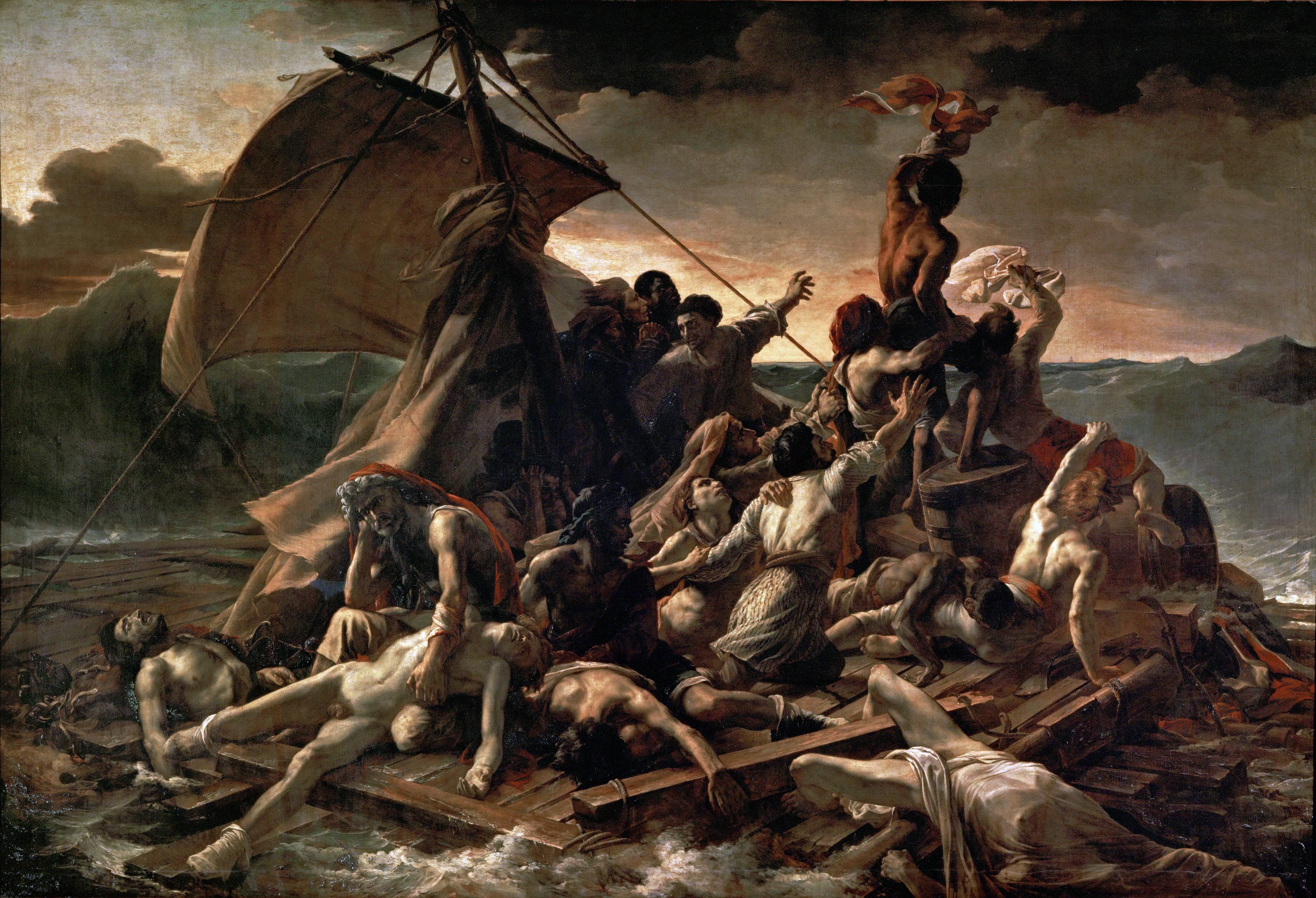
El rai de la Medusa, Géricault, 1819

Al Louvre aquest quadre està a la mateixa sala que El rai de la Medusa per poder comparar-ne l'estructura i algunes coincidències entre els dos. A més de la forma de piràmide, ambdues tenen la base inestable, ja que tant el rai com la barricada estan construïdes amb bigues inestables, i d'elles neix en part el moviment i la tensió de la composició, que culmina en una persona en un vèrtex que agita un tros de roba al vent (un home un tros de camisa, a un punt de l'horitzó, al rai; una dona la bandera, perquè els altres la segueixin, en aquest quadre). Als dos quadres notem tocs de color en blanc i els colors primaris en, per exemple, peces d'indumentària.
Però al rai de la Medusa, l'estructura de la piràmide és més primitiva i menys definida, i en realitat n'hi ha dues. Una necessita elements "arquitectònics" (el rai, la vela, i sobretot les cordes) per a la seva definició, aquesta fa ressaltar la que té al costat, formada per homes. Aquesta doble piràmide provoca un efecte de simetria i equilibri que és justament el que Delacroix evita en el seu quadre. Un dels elements més diferenciadors és el fet que allà el moviment va cap enrere, en comptes d'endavant, allà l'objectiu és submergir l'espectador cap al final, on una petitíssima taca promet potser una esperança, mentre que a La llibertat guiant el poble, al contrari, el moviment va cap endavant, sortint de fora del quadre vers l'espectador. Amb aquest moviment però, tots dos aconsegueixen portar l'espectador amb els protagonistes, per lluitar amb o contra ells. El tractament de la llum també és diferent.

## Motivació i mètode

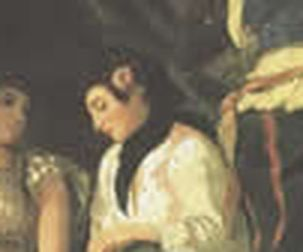
Detall de Les dones d'Alger

Les dones d'Alger, de Delacroix

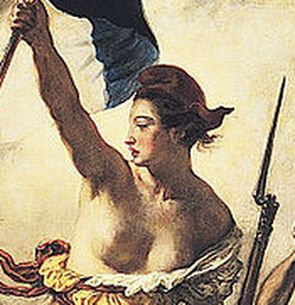
Detall de La llibertat guiant el poble

Els fets del quadre van ocórrer al final de juliol. Delacroix no va participar en la lluita, en part perquè depenia econòmicament de les comandes institucionals i que li feien els membres de la família reial, tot i que, segons ell "el simple passejant com jo tenia una possibilitat de poder ser tocat per una bala ni menor ni major que la dels herois". D'una banda se sentia inspirat per les emocions i imatges sortides d'aquest esdeveniment, d'altra, pertanyia a una família de revolucionaris i, a més, amics seus protagonistes del conflicte, com Adolphe Thiers, encara dubtaven sobre si havien de mantenir una monarquia constitucional o restablir la república. Tot això el va motivar el setembre a mullar-se i plantejar-se pintar al·legòricament l'epopeia parisenca, com a "acte patriòtic".
El projecte de disseny del quadre va començar el setembre, i aquest va ser executat en tres mesos, d'octubre a desembre, a temps per ser exposat al Saló parisenc de maig de l'any següent, el 1831, on es va presentar públicament. Per a ell l'essencial era la força plàstica i èpica i per això va escollir pintar els ciutadans rebels trencant i travessant les barricades al camp advers durant l'assalt final. Es va ajudar d'estudis previs per a cada etapa del projecte que havia de culminar en el quadre. Aquest era de fet el mètode que feia servir habitualment. A més, també com als seus anteriors quadres, dins de cada etapa, també es va ajudar d'estudis per a cada element del quadre i d'esboços que havia fet des de l'inici de la seva carrera. Per a la composició final, va pensar com a solució d'inscriure la victòria-llibertat al vèrtex superior d'una piràmide la base de la qual, repleta de cadàvers, és una mena de pedestal sobre el qual s'eleven els vencedors. Aquest procediment de composició rigorosa ja havia estat utilitzat per Gèricault a El rai de la Medusa però també per ell mateix a Grècia sobre les ruïnes de Missolonghi, pintat el 1826 i que va servir d'inspiració per al quadre de la Llibertat. El rostre de la dona protagonista recorda la model que havia posat per a ell per a Les dones d'Alger al seu pis, quadre que va presentar més tard, el 1834.

## Estil
Aquest quadre marca l'inici de la pintura moderna respecte al tema, ja que es deixa de mirar enrere per il·lustrar un tema d'actualitat i participar implicant-se a la vida contemporània. Delacroix no només pinta el conflicte sinó que hi pren partit d'una manera clara i evident.
La llum, els tocs de color i la profunditat són trets característics de Delacroix, però a més en aquest quadre destaca molt el moviment.
- La llum és violenta, s'hi noten influències de, per exemple, Goya, i busca donar dramatisme. La llum esclata a la camisa del mort més proper a l'espectador, puja envoltant la llibertat i es dissol difosa al fons, entre núvols i la pols de la batalla, sobre la batalla i els edificis de la ciutat.
- Els colors emprats són pastels i negres, però amb taques de colors primaris, vermell, blau i groc, a més del blanc, en elements importants que vol destacar, com la bandera francesa. Els colors de la bandera també destaquen en la diagonal descentrada que fa d'eix principal del quadre, i que està formada per elements en aquests colors presents en la roba del mort i del moribund a l'esquerra de la llibertat i en direcció cap a ella.
- La profunditat no s'expressa amb la geometria de, per exemple, edificis, sinó en diferents plans, que estan relacionats entre ells. Així, en primer pla hi ha els morts, molt seguits de les armes -sabre, escopeta, fusell i pistoles- que es mostren enlaire però no estan disparant En canvi, al pla del darrere, al cor de la batalla, sí que es mostren les armes disparant; en particular destaca l'home amb barret disparant una escopeta al costat esquerre de la faldilla de la llibertat, mostrant la causa dels morts. La contraposició entre els cossos morts i els que avancen davant fa més ardorós el combat. Encara més lluny es veuen els edificis de la ciutat, exageradament alts respecte a la mida dels homes que hi ha als seus peus, per mostrar que la batalla és important però un preu petit respecte al que es vol aconseguir.
- El moviment contribueix a crear la tensió buscada. Les sis figures vives principals estan en ple moviment, i fins i tot els morts estan en posicions inestables que fan pensar que poden caure o canviar de postura en qualsevol moment. Darrere, la batalla tampoc és gens estàtica i no mostra persones esperant darrere d'una barricada, per exemple, sinó en plena lluita. Fins i tot la pols que surt de la batalla i acaba confonent-se amb els núvols es desplaça, en aquest cas cap a l'exterior. Totes les figures estan pintades amb pinzellades petites i ondulades, que transmeten tremolor i tensió, i només són rectes i tranquils els traços senzills que dibuixen les parts altes dels edificis, que ressalten així, per contrast, el moviment de la pols de la batalla que s'acosta. Les ondulacions recorden l'estil de Rubens, per qui Delacroix tenia admiració. Un altre exemple al quadre de l'èmfasi del moviment mitjançant el contrast són les figures que avancen en primer pla sobre els caiguts. Finalment, l'estructura en forma de diagonals obertes, que surten del fons cap enfora, i el centre de gravetat descentrat, contribueixen a crear l'atmosfera de tensió i inestabilitat, així com la força i el moviment que l'autor volia transmetre.

## Anàlisi de l'obra
Eugène Delacroix era un pintor romàntic del segle xix que, influenciat per les seves idees revolucionàries en política, tampoc no acceptava l'academicisme francès de la seva època, imposades per l'Académie des Beaux-Arts de l'Institut de France que havia estat creada el 1816. No s'interessava gaire, doncs, a pintar estàtues imitant estils clàssics, grecs o romans ni hom considera Delacroix com a pertanyent a l'estil dels academicistes contemporanis seus.
En canvi, sí que compartia amb els academicistes el gust per l'orientalisme, i va viatjar sovint a Orient Mitjà i Nord-àfrica, on va dibuixar nombrosos esbossos que li van proporcionar un gran nombre de temes, com la caça del lleó, escenes de guerra, etc. També hi comparteix, almenys en aquesta pintura, el gust pels temes històrics, tot i que s'allunyava lleugerament d'ells, i s'acostava, per tant, a Gustave Courbet, en el seu realisme.
Per entendre millor el que distingeix l'estil romàntic dels clàssics o academicistes, la figura principal, la Llibertat, si fos clàssica estaria més centrada verticalment, i també ho estaria, horitzontalment, si no ella almenys el centre de gravetat i de simetria de l'obra, l'eix format pel noi de la camisa blava i el color vermell de la bandera. La bandera es veuria sencera dintre del quadre i precisament el fet de no mostrar-la sencera és un signe de modernitat. La llibertat segurament miraria cap endavant, i el fet de mirar cap a una banda s'hauria de justificar amb, per exemple, alguna bestiola que hi passés, i estaria en un pedestal o en unes escales en comptes de sobre una pila de cadàvers. La roba que porta, sense cosset ni cotilla, i ensenyant els pits, és una picada d'ullet als clàssics, però sobretot vol mostrar una dona valenta i a la que no li importa el pudor. També forma part del realisme eròtic buscat l'aixella visiblement no depilada, que els clàssics haguessin trobat més aviat vulgar. L'arma que porta és ben real, un fusell a baioneta d'infanteria, model 1816, que fa la Llibertat creïble, actual i moderna.
Altres aspectes que l'allunyen dels classicistes són, per exemple, el realisme del pubis descobert d'un cadàver i del mitjó arremangat, o les pinzellades aïllades que esbossen els edificis i el darrer pla de la batalla. En aquest darrer pla hi ha, a més, alguns soldats esbossats en forma de taques, que pot recordar la manera de pintar de Goya.
Els romàntics juguen molt amb l'atmosfera i en aquest quadre l'espectador se sent part del poble, i el centre d'atenció -a part de dirigir-se cap a la Llibertat, cosa que s'aconsegueix amb la il·luminació-l'endinsa cap al grup d'homes que lluiten en segon pla, sota la bandera, tant a través de les mirades dels personatges que els envolten (sobretot la mateixa Llibertat, els dos homes de l'esquerra i el de la camisa blava) com pel fet d'estar emmarcats amb els colors més forts i vius de la pintura; el vermell de la bandera, el vestit groc, la camisa blava i la levita negra. Les altres figures compleixen la funció de segon marc d'aquest marc "humà" de colors.

## Utilització simbòlica del quadre

### Símbol identitari a França
Delacroix va pintar el quadre l'any 1830 i el va presentar al públic al Saló de París de l'any següent. A França es considera un símbol de la mateixa França, de la democràcia i de la República. Com a tal, ha estat reproduït de 1982 a 1990 en segells francesos d'ús corrent i, de 1978 a 1997, al bitllet de cent francs francesos.

#### La llibertatMarianne
La dona protagonista, amb els pits nus i portant una bandera, popularment coneguda com la Llibertat, presenta tots els trets característics de la Marianne, la figura al·legòrica de la República Francesa. La majoria de símbols d'aquesta figura al·legòrica està presa dels grecs i dels romans, així com de la francmaçoneria. Alguns d'ells són el fet que sigui una dona, el barret frigi vermell que porta (simbolitza el poble francès, inicialment el parisenc) i el pit descobert (l'emancipació i la llibertat). No porta cuirassa, que significa el poder, sinó roba flonja i ampla, perquè així no és el poder qui guia el poble sinó que és el mateix poble qui té el poder, ja que al nen i a l'home que l'envolten hi destaquen les armilles fosques, com si fossin cuirasses modernes. Tampoc no té certs atributs clàssics, com la falç (l'autoritat de l'Estat) o les taules de la llei (la fe o Déu), sinó la bandera francesa (poble francès) i un fusell (lluita, revolta). El fet que mostri un pit va escandalitzar part de la societat a l'època però sovint es parla del símbol de nutrició de la mare pàtria als seus ciutadans i actualment es considera un dels elements essencials de la Marianne. Notem que les línies del quadre formen un triangle de base la base del quadre i vèrtex superior la mà que sosté la bandera, el triangle equilàter simbolitza la igualtat. L'altre símbol principal de la República Francesa, junt amb el de Marianne, és el lema "Llibertat, igualtat, fraternitat".
Es diu que Marianne, o la Llibertat en aquest quadre, lògicament sense els atributs francesos (barret i bandera) ni de guerra (fusell), va inspirar l'estàtua de la Llibertat que els francesos van regalar a la ciutat de Nova York, amb motiu del centenari de la independència i instauració de la república dels Estats Units, i que es va inaugurar el 1886.
La publicació de premsa setmanal francesa, en francès, Marianne, creada el 1997, utilitza per al seu logotip la figura retallada del personatge de la llibertat del quadre de Delacroix, sense fusell i que surt d'entre les lletres del títol.
El 1999 es va fundar un partit polític francès, gaullista, republicà i nacionalista francès, que es diu Debout la République (DLR) i que al seu logotip, en blau, conté una figura retallada blanca, sense fusell, inspirada en la dona protagonista d'aquesta pintura.
La figura retallada de la dona serveix també com a inspiració del logotip i la protagonista dels cartells de la Festa de L'Humanité en la seva edició de 2009. En aquesta versió la dona és negra, porta una guitarra en comptes d'un fusell (és un festival de música) i la bandera és vermella (està organitzada per un diari comunista), tot i que reprèn la bandera francesa afegint el vermell a la roba que porta, blanca i blava. Els pits apareixen coberts amb una samarreta.

### Reaccions negatives
El fet que la dona protagonista mostri els pits sembla que ofèn o molesta alguns governs i grups socials, per exemple:
- L'any 1999 el quadre va viatjar fins al Japó per figurar en una exposició. En una escala del viatge, al Golf Pèrsic, els pits de la Llibertat es varen tapar. El marc original del quadre es va trencar en aquest mateix viatge, i avui està reemplaçat per un altre que cobreix una part de les vores de la pintura.
- El 2006, el govern turc va demanar a l'editor d'un manual escolar que en retirés la il·lustració pels mateixos motius.[6]
- El 2006, l'estat nord-americà de Maine va considerar "indigna i indecent" (undignified or improper) aquesta pintura, impresa a l'etiqueta de la marca de cervesa dels Sans-Culottes, fabricada per la cerveseria francesa La Choulette. La comercialització d'aquesta cervesa als Estats Units va ser polèmica a Maine, Nova York i altres estats.[7][8]

### Altres
L'any 2008, el grup de rock alternatiu Coldplay va utilitzar aquesta imatge com a portada per al seu disc Viva la Vida or Death and All His Friends. El títol, Viva la vida sembla que feia referència al títol d'una pintura de Frida Kahlo en la que apareixen unes síndries.

## Pintura exposada al Louvre
El quadre s'exposa actualment al Louvre a la ciutat de París i pertany a l'Estat Francès. Des de la mateixa entrada del museu ja hi ha fletxes indicadores, sota una foto del quadre, per facilitar de trobar-la a les persones amb pressa. És una de les poques obres destacades així al Louvre, junt amb la Gioconda i la Venus de Milo, per exemple. Als fulletons guia sí que n'hi ha un grup més gran.
Però la relació del quadre amb l'Estat no sempre ha estat tan bona. La pintura fou comprada per la República Francesa acabada d'instaurar un any després que fos pintat, el 1831, i aleshores va ser una decisió molt polèmica que va finalitzar, vuit anys després, amb la devolució del quadre al seu autor. Set anys més tard d'això, el 1848, el director dels museus nacionals el va reclamar i va trigar un any a obtenir-lo, però poc més tard, el 1852, amb la instauració del Segon Imperi Francès, es va creure més convenient guardar-lo a la reserva, fora de l'abast del públic. Va tornar a exposar-se a partir de 1863.